# Ey Becque
Die Ey Becque (auch Heidebeek genannt) ist ein rechter Nebenfluss der Yser, der streckenweise entlang der Grenze zwischen Frankreich und Belgien verläuft.

## Flusslauf
Die Ey Becque ist ein kleiner Fluss im äußersten Norden Frankreichs, der im Département Nord in der Region Hauts-de-France verläuft. Sie entspringt im Ortsgebiet von Saint-Sylvestre-Cappel, entwässert generell Richtung Nordnordost durch die Landschaft Französisch-Flandern und mündet nach rund 19 Kilometern im Gemeindegebiet von Houtkerque als rechter Nebenfluss in die Yser. Bei Steenvoorde quert die Ey Becque die Autobahn A25. In der unteren Hälfte seines Verlaufes bildet der Fluss die Staatsgrenze zu Belgien.

## Orte am Fluss
(Reihenfolge in Fließrichtung)
- Saint-Sylvestre-Cappel (Frankreich)
- Steenvoorde (Frankreich)
- Watou, Gemeinde Poperinge (Belgien)
- Houtkerque (Frankreich)